# Michele Tricca
Michele Tricca (ur. 26 kwietnia 1993) – włoski lekkoatleta specjalizujący się w biegu na 400 metrów.
Bez sukcesów startował w 2009 podczas mistrzostw świata juniorów młodszych. Zdobył dwa medale mistrzostw Europy juniorów w Tallinnie (2011). W 2013 zdobył złoto igrzysk śródziemnomorskich oraz brąz młodzieżowych mistrzostw Europy. Stawał na podium seniorskich mistrzostw Włoch.
Rekord życiowy: 46,09 (22 lipca 2011, Tallinn) – wynik ten jest juniorskim rekordem Włoch. 

## Osiągnięcia
| Rok  | Impreza                                             | Miejsce          | Konkurencja        | Lokata     | Wynik   |
| ---- | --------------------------------------------------- | ---------------- | ------------------ | ---------- | ------- |
| 2009 | Mistrzostwa świata juniorów młodszych               | Tyrol Południowy | bieg na 400 m      | eliminacje | 51,16   |
| 2010 | Eliminacje Europy do igrzysk olimpijskich młodzieży | Moskwa           | bieg na 400 m      | 4. miejsce | 47,64   |
| 2011 | Mistrzostwa Europy juniorów                         | Tallinn          | bieg na 400 m      | 3. miejsce | 46,09   |
| 2011 | Mistrzostwa Europy juniorów                         | Tallinn          | sztafeta 4 × 400 m | 1. miejsce | 3:06,46 |
| 2013 | Superliga drużynowych mistrzostw Europy             | Gateshead        | sztafeta 4 × 400 m | 6. miejsce | 3:07,49 |
| 2013 | Igrzyska śródziemnomorskie                          | Mersin           | sztafeta 4 × 400 m | 1. miejsce | 3:04,61 |
| 2013 | Młodzieżowe mistrzostwa Europy                      | Tampere          | bieg na 400 m      | eliminacje | 47,16   |
| 2013 | Młodzieżowe mistrzostwa Europy                      | Tampere          | sztafeta 4 × 400 m | 3. miejsce | 3:05,10 |
| 2014 | Mistrzostwa Europy                                  | Zurych           | sztafeta 4 × 400 m | eliminacje | 3:04,74 |
| 2016 | Mistrzostwa Europy                                  | Amsterdam        | sztafeta 4 × 400 m | eliminacje | 3:06,07 |
| 2017 | Superliga drużynowych mistrzostw Europy             | Lille            | sztafeta 4 × 400 m | 7. miejsce | 3:06,35 |
| 2018 | Igrzyska śródziemnomorskie                          | Tarragona        | bieg na 400 m      | 4. miejsce | 46,35   |
| 2018 | Igrzyska śródziemnomorskie                          | Tarragona        | sztafeta 4 × 400 m | 1. miejsce | 3:03,54 |
| 2018 | Mistrzostwa Europy                                  | Berlin           | sztafeta 4 × 400 m | 6. miejsce | 3:02,34 |
| 2019 | Halowe mistrzostwa Europy                           | Glasgow          | sztafeta 4 × 400 m | 6. miejsce | 3:09,48 |